# Arachnocephalus vestitus
Arachnocephalus vestitus är en insektsart som beskrevs av Costa, O.G. 1855. Arachnocephalus vestitus ingår i släktet Arachnocephalus och familjen Mogoplistidae. Inga underarter finns listade i Catalogue of Life.

## Bildgalleri

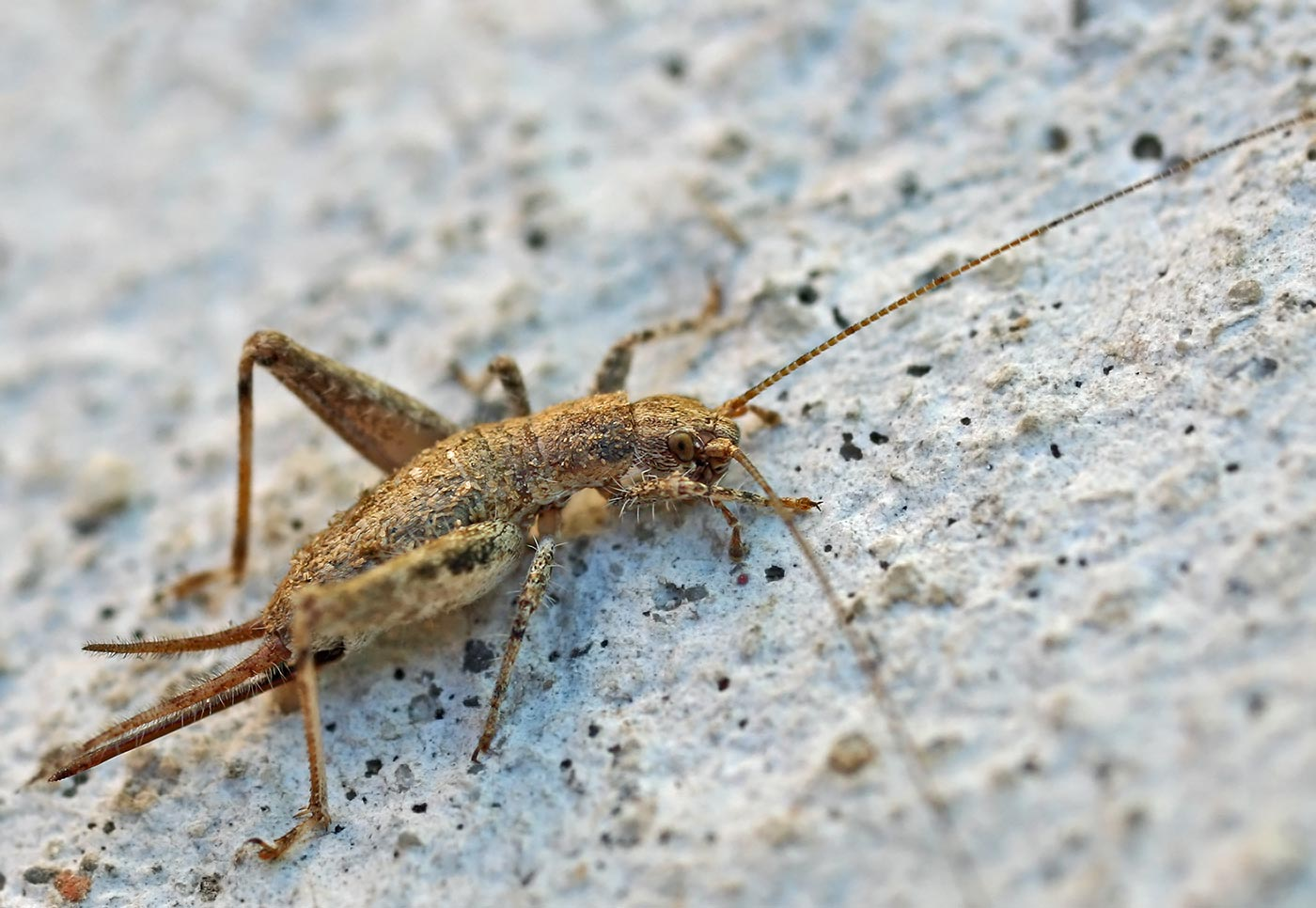
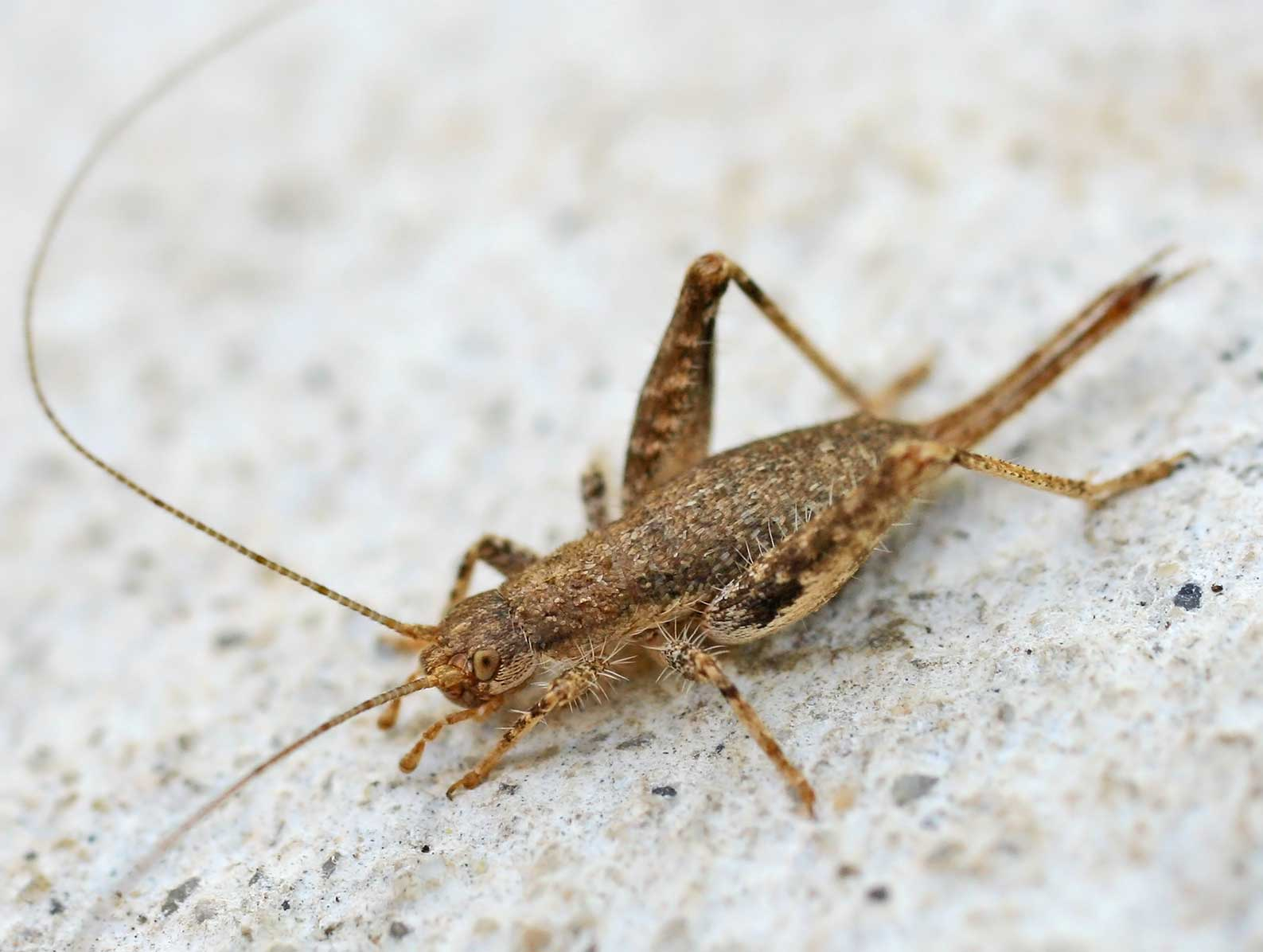